# Algoritmo de Cartan-Karlhede
O algoritmo de Cartan-Karlhede é um procedimento para classificar e comparar completamente variedades de Riemann. Dadas duas variedades de Riemann de mesma dimensão, nem sempre é óbvio se são localmente isométricas. Élie Cartan, usando seu cálculo exterior com o seu método de marcos móveis, mostrou que é sempre possível comparar as variedades. Carl Brans desenvolveu o método, e a primeira aplicação prática foi apresentada por Anders Karlhede em 1980.